# Tetrarchie (Romeinse rijk)
De tetrarchie of Vierkeizerregering is het bestuurlijk systeem dat in het Romeinse keizerrijk door keizer Diocletianus werd ingesteld. De bestuurlijke term werd in de geschiedschrijving tevens de benaming voor de betreffende regeerperiode, die duurde van 293 tot 312. 
'Tetrarchie' komt van het Griekse τετρα tetra: vier, en αρχη archä: heerschappij of regering.

## Verdeling van de macht

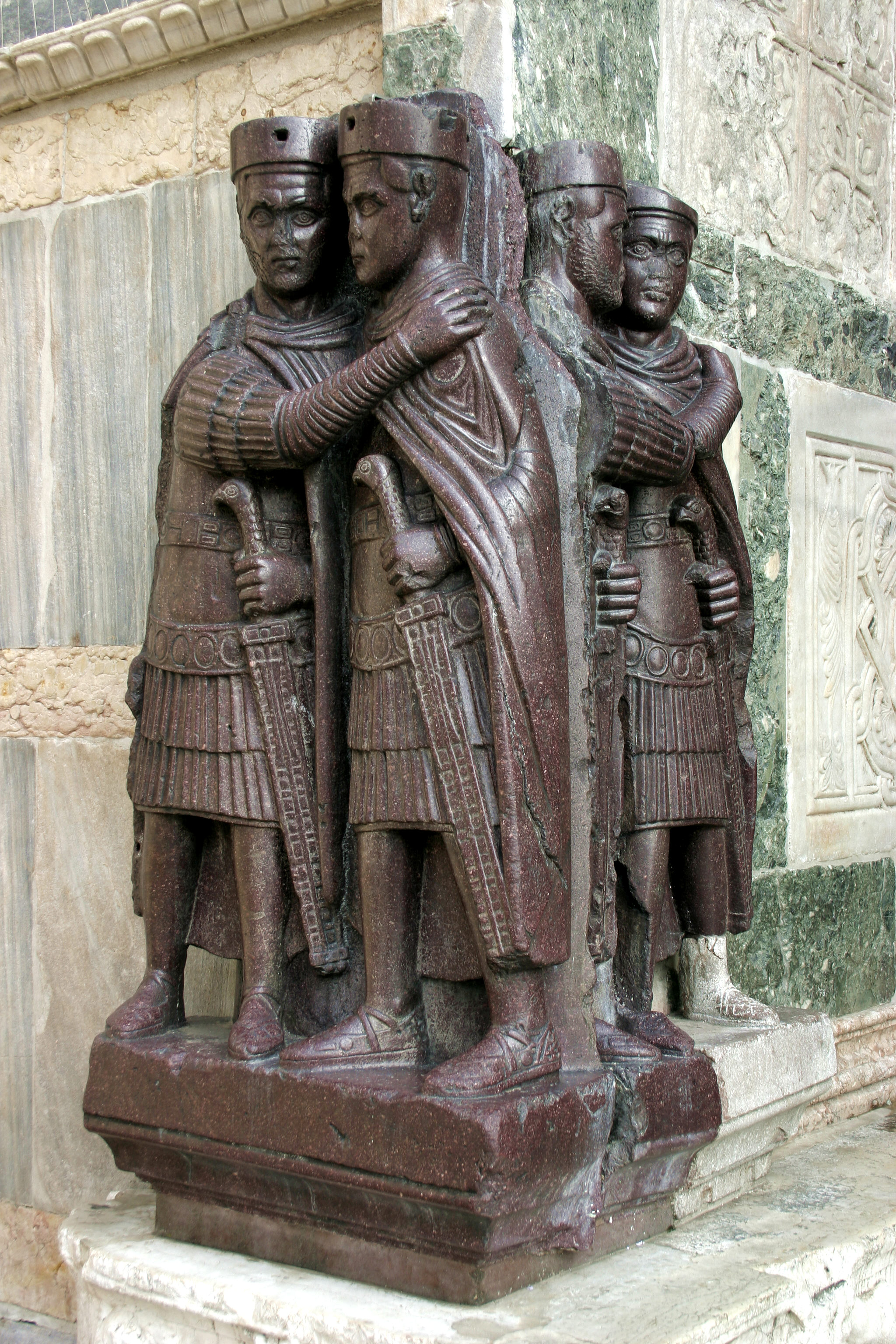
Dit beeld van de tetrarchen in Venetië moest hun onderlinge verbondenheid weergeven.

Kort na zijn aanstelling als keizer in 284 deelde Diocletianus de macht met Maximianus, eerst als Caesar, later als mede-keizer. In 285 werd het Romeinse rijk voor bestuurlijke doeleinden in twee gedeelten gesplitst. Maximianus kreeg de verantwoordelijkheid over het westelijk deel, terwijl het oostelijk deel onder het gezag van Diocletianus bleef.
In 293 vestigde Diocletianus de tetrarchie: elk deelrijk werd bestuurlijk nog eens opgesplitst en er kwamen twee onderkeizers (caesares) bij in Trier en Sirmium. Deze vier bestuurlijke delen werden verder onderverdeeld in 12  diocesen en 101  provincies. De vier delen werden bestuurd door respectievelijk een keizer, Diocletianus (Augustus Senior), een medekeizer, Maximianus (Augustus Junior), en twee Caesars: Constantius I 'Chlorus' Caesar Senior en Galerius, Caesar Junior. Rome was niet langer meer het centrum van het Rijk, maar het bestuur was nu gevestigd in vier hoofdsteden:
- Nicomedia: belangrijkste hoofdstad en zetel van Diocletianus
- Sirmium: zetel van Galerius
- Augusta Treverorum of Trier: zetel van Constantius I 'Chlorus'
- Mediolanum of Milaan: zetel van Maximianus

In 305 stortte de Eerste Tetrarchie in en werd gevolgd door een Tweede Tetrarchie onder leiding van keizer Constantius I 'Chlorus'. Deze werd in 306 gevolgd door de Derde Tetrarchie, onder Galerius. De Tetrarchische periode eindigt in 311 met de dood van Galerius.

## Overzicht van tetrachieën
De belangrijkste periodes waren:
- Diocletianus 285-305
  - Verdeling Oost en West 285-293
  - Diocletianus 285-286 (Augustus); 286-293 (Augustus Senior) - Oostelijk deel
  - Maximianus (Caesar) 285-286; (Augustus Junior) 286-293 - Westelijk deel
  - Eerste Tetrarchie 293-305
  - Diocletianus (Augustus Senior) - Azië
  - Maximianus (Augustus Junior) - Centraal/Oost-Europa
  - Constantius I 'Chlorus' (Caesar Senior) - West-Europa
  - Galerius (Caesar Junior) - Centraal/Oost-Europa
- Constantius I 'Chlorus' 305-306
  - Constantius I 'Chlorus' (Augustus Senior) 305-306 - West-Europa
  - Galerius (Augustus Junior) 305-306 - Azië
  - Severus II (Caesar Senior) 305-306 - Centraal/Oost-Europa
  - Maximinus Daia (Caesar Junior) - Azië
- Galerius 306-311
  - Galerius (Augustus Senior) 306-311 - Azië
  - Severus II (Augustus Junior) 306-307 - Centraal-Europa
  - Maximinus Daia (Caesar Senior) 306-310; (Augustus) vanaf 310 - Azië
  - Constantijn de Grote (Caesar Junior) 306-310; (Augustus) vanaf 310 - West-Europa
  - Licinius (Augustus Junior) vanaf 308 - Centraal-Europa
  - Maxentius (usurpator) 306-312 - Centraal-Europa
  - Maximianus (usurpator) 307-308 - Centraal-Europa

De Tetrarchie wordt gevolgd door het Huis van Constantijn, dat nog tot 324 de bestuurlijke verdeling tussen het oostelijk en westelijk deel in stand hield.

## Besluit
De vijf zuilen van het Tetrarchenmonument (zie decennaliazuil) op het Forum Romanum verwijzen zichtbaar naar de Eerste Romeinse Tetrarchie. Het keizerschap van deze tetrarchie was niet wars van een theatrale enscenering en inkleding en ontleende uiteindelijk zijn legitimiteit aan de gunst van het leger, haar feitelijke machtsbasis.